# Harald Böse
Harald Böse (* 28. November 1945) ist ein deutscher Biathlon-Trainer.

## Trainer
Vor der Wende war Böse Trainer beim ASK Vorwärts Oberhof.
Zwischen 1990 und 2007 betreute er als Co-Trainer von Damen-Bundestrainer Uwe Müßiggang die deutschen Biathlonfrauen und war im Weltcup vor allem als Trainer für die thüringischen Starterinnen zuständig. In seinen Betreuungsbereich fielen Athletinnen wie Kati Wilhelm, Andrea Henkel und Katrin Apel. Böse nahm fünfmal als Betreuer an Olympischen Spielen teil. Bei diesen Wettbewerben gewannen die von ihm mitbetreuten Athletinnen fünf goldene, neun silberne und vier bronzene Medaillen. Nach der Saison 2006/2007 trat er von seinen Funktionen auf Bundesebene zurück.

## Inoffizieller Mitarbeiter der Staatssicherheit
Nach der Wende wurde bekannt, dass Böse als Inoffizieller Mitarbeiter unter dem Decknamen „Horst Sommer“ für die DDR-Staatssicherheit gearbeitet hatte. So wird er bis heute dafür von seinem früheren Schützling Andreas Heß kritisiert. Böse soll durch seine Denunziation ausschlaggebend für die Entfernung Heß’ aus dem Kader für die Olympischen Winterspiele 1980 gewesen sein, nachdem er weitergab, Heß bei einem Treffen mit einer westdeutschen Frau beobachtet zu haben. Vor den Olympischen Winterspielen 2006 in Turin wurde spekuliert, ob Böse nicht wie Eiskunstlauftrainer Ingo Steuer und Skisprung-Co-Trainer Henry Glaß eine Fahrt nach Turin verwehrt werden sollte. Jedoch sah man innerhalb des DSV von einer solchen Maßnahme ab. Böses mögliche Verstrickungen wurden auch in der Fernsehsendung Monitor thematisiert.

## Schriften
als Co-Autor: Biathlon. Leistung – Training – Wettkampf. Ein Lehrbuch für Trainer, Übungsleiter und Aktive Limpert, Wiesbaden 1998, ISBN 3-7853-1596-1